# لوکا وتوری
لوکا وتوری (به ایتالیایی: Luca Vettori) (زادهٔ ۶ اردیبهشت ۱۳۷۰ در پارما) والیبالیست ایتالیایی عضو تیم ملی والیبال ایتالیا است.

## فعالیت
لوکا وتوری والیبال حرفه‌ای را از سال ۱۳۸۷ با تیم پیاچنزا در سری C لیگ ایتالیا آغاز کرد. در فصل بعد، زمانی که عضو تیم ملی نوجوانان بود به تیم پارما در سری B1 پیوست.
او در سال ۲۰۱۰ هم‌گام با عضویتش در تیم ملی جوانان، به تیم مخصوص والیبالیست‌های جوان ایتالیا رفت و دو فصل را با پیراهن لاجوردی کلاب ایتالیا بازی کرد، اما پس از آن‌که در سال ۱۳۹۱ به تیم ملی مردان ایتالیا دعوت شد با تیم حرفه‌ای پیاچنزا در سری A1 شرکت کرد و در همان سال قهرمان چلنج کاپ و کاپ ایتالیا شد.
در ادامه، او توانست مدال برنز لیگ جهانی والیبال ۲۰۱۳ و ۲۰۱۴، جام بزرگ قهرمانان جهان ۲۰۱۳ و مدال نقره قهرمانی اروپا را به دست آورد.
تیم والیبال مودنا والی که هدف قهرمانی داشت، در ۲۰۱۴ با لوکا وتوری قرارداد بست. او توانست با این تیم به موفقیت‌هایی چون قهرمانی کاپ ایتالیا در همان سال و سال بعد، قهرمانی سوپرکاپ ایتالیا و نایب‌قهرمانی سری آ برسد. او هم‌چنین به عنوان ارزشمندترین بازیکن جام و سوپرجام ایتالیا هم شناخته شد.
لوکا وتوری همراه با تیم ملی ایتالیا موفق شد در مسابقات جام جهانی ۲۰۱۵، مقام دوم و سهمیه المپیک را کسب کند. وی به همراه دیگر بازیکنان تیم ملی ایتالیا به مدال نقره المپیک ریو ۲۰۱۶ دست یافت.